# Ahmad Matloub
Ahmad Matloub (arabisch أحمد مطلوب, DMG Aḥmad Maṭlūb; * 1936 in Tikrit; † 21. Juli 2018) war ein irakischer Sprachwissenschaftler und Autor. Er war Kulturminister des Irak (1967) sowie Präsident der Irakischen Wissenschaftsakademie (المجمع العلمي العراقي), der höchsten wissenschaftlichen Einrichtung im Irak.
Er war einer der 138 Unterzeichner des offenen Briefes Ein gemeinsames Wort zwischen Uns und Euch (englisch A Common Word Between Us & You), den Persönlichkeiten des Islam an „Führer christlicher Kirchen überall“ (englisch: „Leaders of Christian Churches, everywhere …“) sandten (13. Oktober 2007).